# Resolutie 1251 Veiligheidsraad Verenigde Naties
Resolutie 1251 van de Veiligheidsraad van de Verenigde Naties werd op 29 juni 1999 met unanimiteit aangenomen door de VN-Veiligheidsraad.

## Achtergrond
Nadat in 1964 geweld was uitgebroken tussen de Griekse en Turkse bevolkingsgroep op Cyprus stationeerden de VN de UNFICYP-vredesmacht op het eiland. Die macht wordt sindsdien om het half jaar verlengd. In 1974 bezette Turkije het noorden van Cyprus na een Griekse poging tot staatsgreep. In 1983 werd dat noordelijke deel met Turkse steun van Cyprus afgescheurd. Midden 1990 begon het toetredingsproces van (Grieks-)Cyprus tot de Europese Unie maar de EU erkent de Turkse Republiek Noord-Cyprus niet.

## Inhoud

### Waarnemingen
De overheid van Cyprus stemde wederom in met een verlenging van UNFICYP. De situatie langs de VN-bufferzone was min of meer stabiel maar beide zijden begonnen elkaar meer en meer te provoceren. Ze werden herinnerd aan het pakket maatregelen van UNFICYP om de incidenten en spanningen te verminderen.

### Handelingen
De Veiligheidsraad verlengde het mandaat van UNFICYP tot 15 december. De militaire autoriteiten aan beide zijden werden opgeroepen niets te doen dat de spanningen kon doen oplopen en maatregelen te nemen om vertrouwen op te bouwen en de spanningen te verminderen. Bij de Grieks-Cyprioten werd erop aangedrongen dat zij de maatregelen van UNFICYP uit zouden voeren.
Intussen bleven beide zijden hun legers versterken en nam het aantal buitenlandse troepen niet af. Alle partijen werden opgeroepen de defensie-uitgaven en buitenlandse troepen terug te dringen en dan alle troepen en bewapening af te bouwen.

## Verwante resoluties
- Resolutie 1218 Veiligheidsraad Verenigde Naties (1998)
- Resolutie 1250 Veiligheidsraad Verenigde Naties
- Resolutie 1283 Veiligheidsraad Verenigde Naties
- Resolutie 1303 Veiligheidsraad Verenigde Naties (2000)

Lijst ·  1220 ·  1221 ·  1222 ·  1223 ·  1224 ·  1225 ·  1226 ·  1227 ·  1228 ·  1229 ·  1230 ·  1231 ·  1232 ·  1233 ·  1234 ·  1235 ·  1236 ·  1237 ·  1238 ·  1239 ·  1240 ·  1241 ·  1242 ·  1243 ·  1244 ·  1245 ·  1246 ·  1247 ·  1248 ·  1249 ·  1250 ·  1251 ·  1252 ·  1253 ·  1254 ·  1255 ·  1256 ·  1257 ·  1258 ·  1259 ·  1260 ·  1261 ·  1262 ·  1263 ·  1264 ·  1265 ·  1266 ·  1267 ·  1268 ·  1269 ·  1270 ·  1271 ·  1272 ·  1273 ·  1274 ·  1275 ·  1276 ·  1277 ·  1278 ·  1279 ·  1280 ·  1281 ·  1282 ·  1283 ·  1284